# Турбуца (Салаж)
Турбуца (рум. Turbuța) насеље је у Румунији у округу Салаж у општини Сурдук. Oпштина се налази на надморској висини од 203 m.

## Становништво
Према подацима из 2002. године у насељу је живело 378 становника, од којих су сви румунске националности.